# Pandan Sari (Simpang Kanan)
Pandan Sari is een bestuurslaag in het regentschap Aceh Singkil van de provincie Atjeh, Indonesië. Pandan Sari telt 651 inwoners (volkstelling 2010).